# غار ریگ سفید
غار ریگ سفید مربوط به دوره نوسنگی است و در شهرستان خرم‌آباد، بخش مرکزی، دهستان رباط نمکی، روستای ریگ سفید واقع شده و این اثر در تاریخ ۲۸ اسفند ۱۳۸۵ با شمارهٔ ثبت ۱۸۸۲۹ به‌عنوان یکی از آثار ملی ایران به ثبت رسیده است.